# Ilombe Mboyo
Ilombe Mboyo (ur. 27 kwietnia 1987 w Kinszasie) – belgijski piłkarz pochodzenia kongijskiego grający na pozycji napastnika. Od 2021 roku jest zawodnikiem klubu KAA Gent.

## Kariera klubowa
Swoją karierę piłkarską Mboyo rozpoczynał w juniorach takich klubów jak RSC Anderlecht i Club Brugge. Podczas pobytu w tym drugim został skazany na trzy lata więzienia za udział w zbiorowym gwałcie.
Po wyjściu z więzienia Mboyo został zawodnikiem Royalu Charleroi. W 2008 roku awansował do kadry pierwszej drużyny. 13 grudnia 2008 zadebiutował w pierwszej lidze belgijskiej w przegranym 0:1 wyjazdowym meczu z KRC Genk. 8 lutego 2009 strzelił swojego pierwszego gola w lidze w wyjazdowym spotkaniu z Cercle Brugge (2:2). W barwach Royalu występował przez dwa lata.
W 2010 roku Mboyo przeszedł do KV Kortrijk. W nim zadebiutował 31 lipca 2010 roku w wygranym 1:0 domowym meczu z Club Brugge. W Kortrijk występował do stycznia 2011 roku.
W styczniu 2011 Mboyo podpisał kontrakt z KAA Gent. W klubie z Gandawy swój debiut zanotował 4 lutego 2011 w wygranym 4:1 domowym meczu z Lierse SK. W 2013 roku przeszedł do KRC Genk.
W 2015 Mboyo przeszedł do FC Sion. Następnie grał w takich klubach jak: Cercle Brugge, KV Kortrijk, Al Raed FC i Sint-Truidense VV. W 2021 wrócił do Gent.
| Sezon   | Klub              | Kraj             | Rozgrywki                 | Mecze | Bramki |
| ------- | ----------------- | ---------------- | ------------------------- | ----- | ------ |
| 2008/09 | Royal Charleroi   | Belgia           | Eerste klasse A           | 15    | 3      |
| 2009/10 | Royal Charleroi   | Belgia           | Eerste klasse A           | 25    | 0      |
| 2010/11 | KV Kortrijk       | Belgia           | Eerste klasse A           | 21    | 6      |
| 2010/11 | KAA Gent          | Belgia           | Eerste klasse A           | 12    | 2      |
| 2011/12 | KAA Gent          | Belgia           | Eerste klasse A           | 32    | 14     |
| 2012/13 | KAA Gent          | Belgia           | Eerste klasse A           | 33    | 20     |
| 2013/14 | KAA Gent          | Belgia           | Eerste klasse A           | 2     | 1      |
| 2013/14 | KRC Genk          | Belgia           | Eerste klasse A           | 24    | 5      |
| 2014/15 | KRC Genk          | Belgia           | Eerste klasse A           | 19    | 8      |
| 2015/16 | FC Sion II        | Szwajcaria       | Promotion League          | 0     | 0      |
| 2016/17 | FC Sion II        | Szwajcaria       | Promotion League          | 2     | 0      |
| 2016/17 | Cercle Brugge     | Belgia           | Eerste klasse B           | 10    | 4      |
| 2017/18 | FC Sion           | Szwajcaria       | Super League              | 24    | 4      |
| 2018/19 | KV Kortrijk       | Belgia           | Eerste klasse A           | 20    | 7      |
| 2018/19 | Al Raed FC        | Arabia Saudyjska | Saudi Professional League | 13    | 2      |
| 2019/20 | KV Kortrijk       | Belgia           | Eerste klasse A           | 27    | 8      |
| 2020/21 | KV Kortrijk       | Belgia           | Eerste klasse A           | 19    | 8      |
| 2020/21 | Sint-Truidense VV | Belgia           | Eerste klasse A           | 15    | 4      |
| 2021/22 | Sint-Truidense VV | Belgia           | Eerste klasse A           | 6     | 1      |

## Kariera reprezentacyjna
W reprezentacji Belgii Mboyo zadebiutował 16 października 2012 roku w wygranym 2:0 meczu eliminacji do MŚ 2014 ze Szkocją, rozegranym w Brukseli.